# Women Make Film
Women Make Film és una pel·lícula documental feta pel cineasta i crític de cinema britànic-irlandès Mark Cousins. La pel·lícula es va estrenar l'1 de setembre de 2018 al Festival de cinema de Venècia, i va ser afegida al BFI Player al Maia del 2020.
La pel·lícula està dividida a 40 capítols i dura un total 14 hores. Presenta la feina de 183 directores
En el 1990s, Cousins va preparar una programació de pel·lícules documentals i es va adonar més tard que només hi havia inclòs una pel·lícula feta per una dona. Això el va interessar per trobar i destacar dones cineastes de tot el món i al llarg de la història del cinema, que finalment va conduir a la creació d’aquest documental. La premissa de la pel·lícula és que no es tracta de dones cineastes ni de sexisme institucional; més aviat és un documental sobre el propi cinema i explora 40 aspectes diferents de la producció cinematogràfica, basant-se en una àmplia gamma de pel·lícules com a exemples, tots fets per dones.
L'acadèmica Laura Mulvey va comissariar l'esdeveniment inaugural de cinema femení al festival de cinema d'Edimburg el 1972, que va afirmar que "un festival de pel·lícules masculines seria simplement absurd. És perquè tan poques dones han estat capaces de fer pel·lícules que aquest festival existeix". Mulvey va dir sobre Women Make Film que "L'extraordinària extensió del treball, amb més de mil clips, té el potencial de treure a les dones directores fora de la classificació de gènere i de la història del cinema com a tal. Però també ofereix una oportunitat sense precedents per gaudir del cinema femení, visionant i reflexionant sobre la manera com les dones han vist i han creat el món a través del cinema, una font de meravella i d’especulació. "

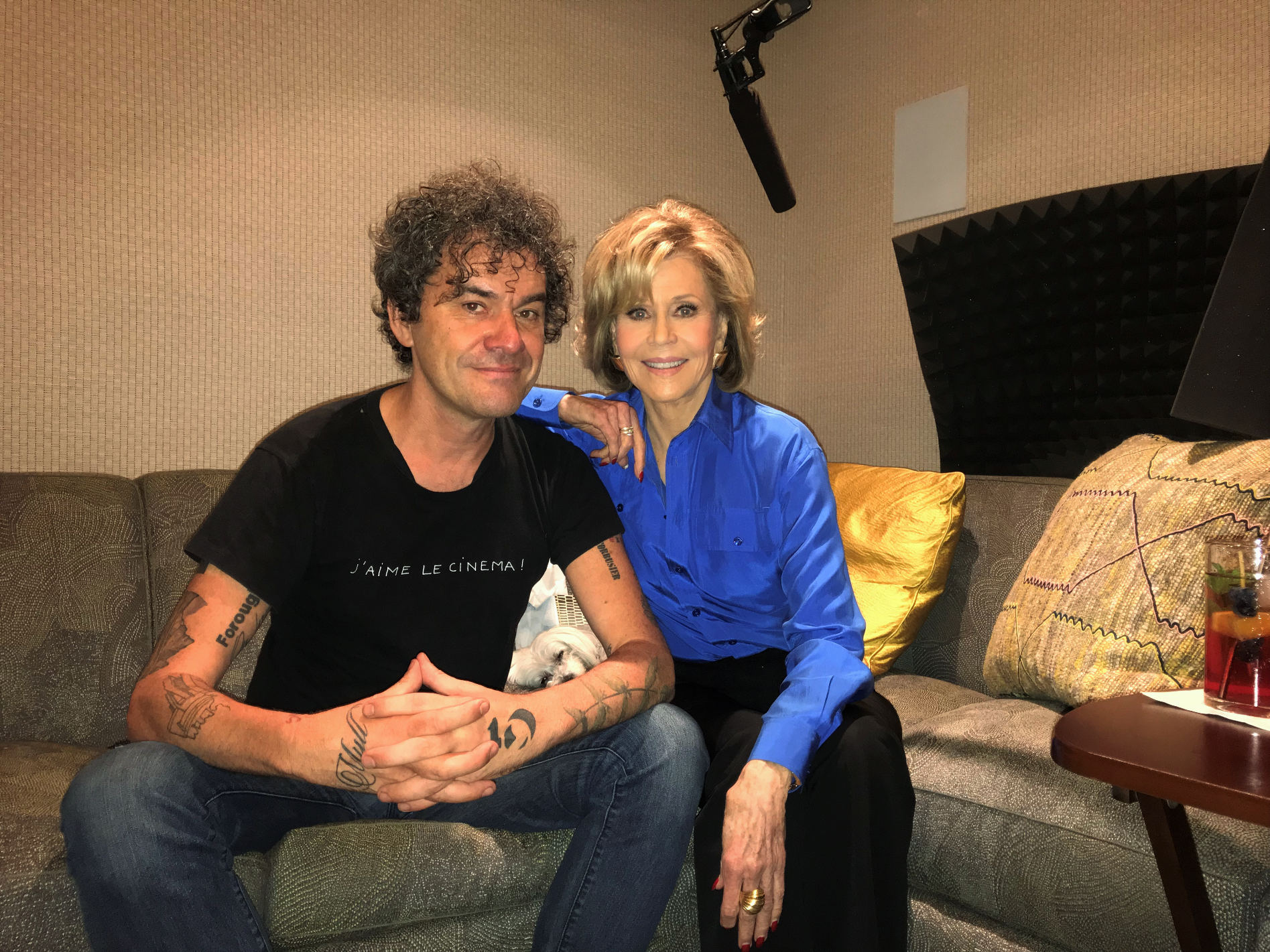
Mark Cousins amb Jane Fonda a la gravació de la seva veu en off per a Women Make Film, 2018

El documental està narrat per Adjoa Andoh, Jane Fonda, Kerry Guineu, Thandie Newton, Tilda Swinton, Sharmila Tagore i Debra Winger.
L’organització benèfica The Birds ’Eye View organitzarà setmanalment festes de visualització i respostes i debats de Facebook Live sobre el documental de dones cineastes per al públic a casa durant els tancaments a causa de la pandèmia COVID-19.

## Llista de capítols

### Introduccions
- - We Were Young  – Binka Zhelyazkova
  - You and Me  – Larissa Xepitko
  - On the 12th Day of Christmas  – Wendy Toye
  - Brief Encounters  – Kira Muratova

### Obertures
- - The East Is Red  – Wang Ping
  - First Comes Courage  – Dorothy Arzner
  - The Silence of the Palaces  – Moufida Tlatli
  - Strange Days  – Kathryn Bigelow
  - Harlan County U.S.A.  – Barbara Kopple
  - Innocence  – Lucile Hadžihalilović
  - Things to Come  – Mia Hansen-Løve
  - Je, tu, il, elle  – Chantal Akerman
  - All for Mary  – Wendy Toye
  - Sweetie  – Jane Campion
  - Thumbelina  – Lotte Reiniger
  - Le Bonheur  – Agnès Varda
  - The Very Late Afternoon of a Faun  – Věra Chytilová
  - The Black Dog  – Alison de Vere
  - The 3 Rooms of Melancholia  – Pirjo Honkasalo
  - The Day I Became a Woman  – Marziyeh Meshkini
  - Blackboards  – Samira Makhmalbaf
  - Attenberg  – Athina Rachel Tsangari
  - Be My Star  – Valeska Grisebach
  - The Visitor  – Lola Randl
  - A Time to Die  – Dorota Kędzierzawska
  - Butter on the Latch  – Josephine Decker
  - The Last Stage  – Wanda Jakubowska
  - La Cienaga  – Lucrecia Martel

### To
- - Merrily We Go to Hell  – Dorothy Arzner
  - Wanda  – Barbara Loden
  - Pet Sematary  – Mary Lambert
  - Tank Girl  – Rachel Talalay
  - On the 12th Day of Christmas  – Wendy Toye
  - By the Sea  – Angelina Jolie
  - Peel  – Jane Campion
  - Beau Travail  – Claire Denis
  - Olivia  – Jacqueline Audry
  - Maedchen in Uniform  – Leontine Sagan
  - Two in One  – Kira Muratova
  - American Psycho  – Mary Harron
  - A New Leaf  – Elaine May
  - Betoniyö  – Pirjo Honkasalo

### Credibilitat
- Why Is Frau B Happy?  – Erika Runge
- The Hurt Locker  – Kathryn Bigelow
- El Camino  – Ana Mariscal
- Lore  – Cate Shortland
- Which Would You Choose?  – Dinara Asanova
- Meek's Cutoff  – Kelly Reichardt
- Hedi Schneider Is Stuck  – Sonja Heiss
- Which Would You Choose?  – Dinara Asanova
- Toni Erdmann  – Maren Ade
- Point Break  – Kathryn Bigelow
- The Blot  – Lois Weber
- Frozen River  – Courtney Hunt
- Selma  – Ava DuVernay
- Not a Pretty Picture  – Martha Coolidge
- The Apple  – Samira Makhmalbaf

### Introduint un personnage
- - The Moon Has Risen  – Kinuyo Tanaka
  - Germany, Pale Mother  – Helma Sanders-Brahms
  - Somewhere  – Sofia Coppola
  - Nana  – Valérie Massadian
  - The Connection  – Shirley Clarke
  - The Watermelon Woman  – Cheryl Dunye
  - Wayne's World  – Penelope Spheeris
  - Fish Tank  – Andrea Arnold
  - Girlhood  – Céline Sciamma
  - Toni Erdmann  – Maren Ade
  - The Story of the Flaming Years  – Yuliya Solntseva

### Meet Cute
- -     - Krane's Confectionery  – Astrid Henning-Jensen
    - Brief Encounters  – Kira Muratova
    - The Seashell and the Clergyman  – Germaine Dulac
    - The Heartbreak Kid  – Elaine May
    - Grand Central  – Rebecca Zlotowski
    - One. Two. One  – Mania Akbari
    - The Visitor  – Lola Randl
    - A Girl Walks Home Alone at Night  – Ana Lily Amirpour
    - Yakshagaanam  – Sheela
    - Wanda  – Barbara Loden
    - Vagabond  – Agnès Varda
    - Fleeting Loves  – Malvina Ursianu
    - Kill Me (Tote Mich)  – Emily Atef
    - Faithless  – Liv Ullmann

### Conversa
- - Places in Cities  – Angela Schanelec
  - Middle of Nowhere  – Ava DuVernay
  - Girlhood  – Céline Sciamma
  - One Sings, the Other Doesn't  – Agnès Varda
  - Loving Couples  – Mai Zetterling
  - The Arch  – Cecile Tang
  - A Girl Walks Home Alone at Night  – Ana Lily Amirpour
  - The Virgin Suicides  – Sofia Coppola
  - By the Sea  – Angelina Jolie
  - Together  – Lorenza Mazzetti
  - Sparsh  – Sai Paranjpye
  - Come Early Morning  – Joey Lauren Adams
  - Germany, Pale Mother  – Helma Sanders-Brahms
  - The Attached Balloon  – Binka Zhelyazkova
  - The Arbor  – Clio Barnard
  - Harlan County U.S.A.  – Barbara Kopple
  - The 3 Rooms of Melancholia  – Pirjo Honkasalo
  - Tomboy  – Céline Sciamma

### Emmarcant
- One Sings, the Other Doesn't  – Agnès Varda
- Lourdes  – Jessica Hausner
- The Holy Girl  – Lucrecia Martel
- Wanda  – Barbara Loden
- Something Different  – Věra Chytilová
- Diary for My Children  – Márta Mészáros
- The Hitch-Hiker  – Ida Lupino
- The Arch  – Cecile Tang
- The Cave of the Yellow Dog  – Byambasuren Davaa
- Blue Steel  – Kathryn Bigelow
- The Last Stage  – Wanda Jakubowska
- Stefan Zweig: Farewell to Europe  – Maria Schrader
- Hard, Fast and Beautiful  – Ida Lupino
- A New Leaf  – Elaine May
- Something Different  – Věra Chytilová
- Ellen  – Mahalia Belo
- Outrage  – Ida Lupino
- Olympia Part Two: Festival of Beauty  – Leni Riefenstahl
- Olympia Part One: Festival of the Nations  – Leni Riefenstahl
- Le Bonheur  – Agnès Varda
- Marseille  – Angela Schanelec
- Surname Viet Given Name Nam  – Trinh T. Minh-ha
- La Pointe Courte  – Agnès Varda

### Seguiment
- - Face  – Antonia Bird
  - La Pointe Courte  – Agnès Varda
  - Outrage  – Ida Lupino
  - Home  – Ursula Meier
  - Wayne's World  – Penelope Spheeris
  - Anna's Summer  – Jeanine Meerapfel
  - Le Lit  – Marion Hänsel
  - D'Est  – Chantal Akerman

### Escenificació
- - The Moon Has Risen  – Kinuyo Tanaka
  - Toni Erdmann  – Maren Ade
  - Two in One  – Kira Muratova
  - Girlhood  – Céline Sciamma
  - Unrelated  – Joanna Hogg
  - I, the Worst of All  – María Luisa Bemberg
  - The Enchanted Desna  – Yuliya Solntseva
  - Faces Places  – Agnès Varda and JR
  - The Girls  – Mai Zetterling
  - Stefan Zweig: Farewell to Europe  – Maria Schrader

### Viatge
- The Enchanted Desna  – Yuliya Solntseva
- Thumbelina  – Lotte Reiniger
- Nana  – Valérie Massadian
- The Asthenic Syndrome  – Kira Muratova
- The Sealed Soil  – Marva Nabili
- Mikey and Nicky  – Elaine May
- Krane's Confectionery (Kranens Konditori)  – Astrid Henning-Jensen
- Course à la saucisse  – Alice Guy-Blaché
- Love Letter  – Kinuyo Tanaka
- Point Break  – Kathryn Bigelow
- Something New  – Nell Shipman
- American Honey  – Andrea Arnold
- The Loveless  – Kathryn Bigelow, Monty Montgomery
- Rain (lluvia)  – Paula Hernández
- The Babadook  – Jennifer Kent
- 35 Shots of Rum  – Claire Denis
- Certain Women  – Kelly Reichardt
- The Cave of the Yellow Dog  – Byambasuren Davaa

### Descoberta
- Treeless Mountain  – So Yong Kim
- Evolution  – Lucile Hadžihalilović
- Big  – Penny Marshall
- Avenue de L'Opera  – Alice Guy-Blaché
- Diary for My Children  – Márta Mészáros
- Tomboy  – Céline Sciamma
- The Seashell and the Clergyman  – Germaine Dulac
- Eternal Breasts  – Kinuyo Tanaka
- Wonder Woman  – Patty Jenkins
- The Hurt Locker  – Kathryn Bigelow
- Silent Waters  – Sabiha Sumar
- Walking in the Land of the Old  – Marianne Ahrne
- Mr Pascal  – Alison de Vere
- Dreams of a Life  – Carol Morley

### Adult/Nen
- - The Story of a Weeping Camel  – Byambasuren Davaa and Luigi Falomi
  - Home  – Ursula Meier
  - The Hurt Locker  – Kathryn Bigelow
  - A Real Young Girl  – Catherine Breillat
  - Sister  – Ursula Meier
  - Germany, Pale Mother  – Helma Sanders-Brahms
  - Night Games  – Mai Zetterling
  - Melody for a Street Organ  – Kira Muratova
  - Winter's Bone  – Debra Granik
  - The Owl Who Married a Goose  – Caroline Leaf
  - Lore  – Cate Shortland
  - Frozen River  – Courtney Hunt
  - Mossane  – Safi Faye
  - XXY  – Lucía Puenzo
  - We Need to Talk About Kevin  – Lynne Ramsay
  - Sherrybaby  – Laurie Collyer
  - When Shooting a Film  – Xhanfize Keko
  - A Portrait of Ga  – Margaret Tait

### Economia
- Evolution  – Lucile Hadžihalilović
- Innocence  – Lucile Hadžihalilović
- I, the Worst of All  – María Luisa Bemberg
- Beau Travail  – Claire Denis
- The Eternal Breasts  – Kinuyo Tanaka
- One Sings, the Other Doesn't  – Agnès Varda
- Be My Star  – Valeska Grisebach
- Vagabond  – Agnès Varda
- Appropriate Behavior  – Desiree Akhavan

### Edició
- - Middle of Nowhere  – Ava DuVernay
  - Sambizanga  – Sarah Maldoror
  - Olympia Part Two: Festival of Beauty  – Leni Riefenstahl
  - The Hurt Locker  – Kathryn Bigelow
  - Le Lit  – Marion Hänsel
  - Squandered Sunday  – Drahomíra Vihanová
  - The Girls  – Mai Zetterling
  - Germany, Pale Mother  – Helma Sanders-Brahms
  - Les Filles Du Roy  – Anne Claire Poirier
  - Marseille  – Angela Schanelec
  - The Loveless  – Kathryn Bigelow, Monty Montgomery
  - Anna's Sommer  – Jeanine Meerapfel
  - Go! Go! Go!  – Marie Menken
  - The Arch  – Cecile Tang

### Punt de vista
- - Proof  – Jocelyn Moorhouse
  - The Hitch-Hiker  – Ida Lupino
  - The Wayward Girl  – Edith Carlmar
  - The Beguiled  – Sofia Coppola
  - The Year of the Cannibals  – Liliana Cavani
  - Meek's Cutoff  – Kelly Reichardt
  - Loving Couples  – Mai Zetterling
  - The Ascent  – Larissa Xepitko
  - Wings  – Larissa Xepitko
  - Strange Days  – Kathryn Bigelow
  - The Babadook  – Jennifer Kent
  - Fat Girl  – Catherine Breillat

### A prop
- - A Real Young Girl  – Catherine Breillat
  - Adoption  – Márta Mészáros
  - The Cheaters  – Paulette McDonagh
  - The 3 Rooms of Melancholia  – Pirjo Honkasalo
  - Xiu Xiu: The Sent Down Girl  – Joan Chen
  - Madame's Cravings (Madam's Fancies)  – Alice Guy-Blaché
  - Evolution  – Lucile Hadžihalilović
  - Le Lit  – Marion Hänsel
  - Arabesque  – Germaine Dulac
  - The Ascent  – Larissa Xepitko

### Surrealisme i somnis
- - Wayne's World  – Penelope Spheeris
  - Three Cases of Murder: "In the Picture"  – Wendy Toye
  - 36 Chowringhee Lane  – Aparna Sen
  - At Land  – Maya Deren
  - Meshes of the Afternoon  – Maya Deren
  - The Portrait of a Lady  – Jane Campion
  - The Gold Diggers  – Sally Potter
  - The Arch  – Cecile Tang
  - La Pointe Courte  – Agnès Varda
  - Germany, Pale Mother  – Helma Sanders-Brahms
  - The Attached Balloon  – Binka Zhelyazkova
  - Daisies  – Věra Chytilová
  - Diary for My Children  – Márta Mészáros
  - Evolution  – Lucile Hadžihalilović
  - L'Invitation Au Voyage  – Germaine Dulac
  - The Black Dog  – Alison de Vere

### Cossos
- - One Sings, the Other Doesn't  – Agnès Varda
  - Chocolate  – Yasmin Ahmad
  - Tomboy  – Céline Sciamma
  - Fish Tank  – Andrea Arnold
  - The Sealed Soil  – Marva Nabili
  - Betoniyö  – Pirjo Honkasalo
  - Beau Travail  – Claire Denis
  - Olympia Part Two: Festival of Beauty  – Leni Riefenstahl
  - Mustang  – Deniz Gamze Ergüven
  - Ritual in Transfigured Time  – Maya Deren
  - The House Is Black  – Forough Farrokhzad
  - Oxhide  – Liu Jiayin
  - Faces Places  – Agnès Varda
  - Olympia Part Two: Festival of Beauty  – Leni Riefenstahl
  - The Last Stage  – Wanda Jakubowska
  - The Hypocrites  – Lois Weber
  - American Psycho  – Mary Harron
  - Germany, Pale Mother  – Helma Sanders-Brahms
  - The Inheritance  – Márta Mészáros
  - Evolution  – Lucile Hadžihalilović

### Sexe
- - Peppermint Soda  – Diane Kurys
  - Innocence  – Lucile Hadžihalilović
  - But I'm a Cheerleader  – Jamie Babbit
  - Mossane  – Safi Faye
  - Attenberg  – Athina Rachel Tsangari
  - Dogfight  – Nancy Savoca
  - Mr Pascal  – Alison de Vere
  - American Honey  – Andrea Arnold
  - Under the Skin  – Carine Adler
  - Le Bonheur  – Agnès Varda
  - Invisible Adversaries  – Valie Export
  - Desert Hearts  – Donna Deitch
  - The Future  – Miranda July
  - XXY  – Lucía Puenzo
  - Toni Erdmann  – Maren Ade
  - La Captive  – Chantal Akerman
  - American Psycho  – Mary Harron
  - Fat Girl  – Catherine Breillat
  - The Diary of a Teenage Girl  – Marielle Heller
  - Nothing Bad Can Happen  – Katrin Gebbe
  - O Amor Natural  – Heddy Honigmann

### Casa
- The Wayward Girl  – Edith Carlmar
- The Enchanted Desna  – Yuliya Solntseva
- Ratcatcher  – Lynne Ramsay
- Hedi Schneider Is Stuck  – Sonja Heiss
- Night Games  – Mai Zetterling
- Oxhide II  – Liu Jiayin
- Tailpiece  – Margaret Tait
- The House Is Black  – Forough Farrokhzad
- Safe  – Antonia Bird
- Home  – Ursula Meier
- Story of the Flaming Years  – Yuliya Solntseva
- Homeland of Electricity  – Larissa Xepitko

### Religió
- - The Hypocrites  – Lois Weber
  - Gahanu Lamai (The Girls)  – Sumitra Peries
  - Khovanshchina  – Vera Stroyeva
  - The Holy Girl  – Lucrecia Martel
  - Homeland of Electricity  – Larissa Xepitko
  - Priest  – Antonia Bird
  - Lourdes  – Jessica Hausner
  - Persepolis  – Vincent Paronnaud, Marjane Satrapi

### Feina
- The Future  – Miranda July
- American Honey  – Andrea Arnold
- Women of Ryazan  – Olga Preobrazhenskaya
- Araya  – Margot Benacerraf
- Homeland of Electricity  – Larissa Xepitko
- Something Different  – Věra Chytilová
- Nana  – Valérie Massadian
- Jeanne Dielman, 23 quai du Commerce, 1080 Bruxelles  – Chantal Akerman
- The Selfish Giant  – Clio Barnard
- Skyscraper  – Shirley Clarke, Willard Van Dyke
- Monster  – Patty Jenkins
- Sherrybaby  – Laurie Collyer
- American Psycho  – Mary Harron
- Devotion: A Film About Ogawa Productions  – Barbara Hammer
- The Brickmakers  – Marta Rodriguez, Jorge Silva
- The Silences of the Palace  – Moufida Tlatli

### Política
- The Enchanted Desna  – Yuliya Solntseva
- In My Skin  – Marina de Van
- The Fall of the Romanov Dynasty  – Esfir Shub
- The Triumph of the Will  – Leni Riefenstahl
- Bhaji on the Beach  – Gurinder Chadha
- What Else Is New? (Digeh che khabar?)  – Tahmineh Milani
- The Prize  – Paula Markovitch
- Tomka and His Friends  – Xhanfize Keko
- Melody for a Street Organ  – Kira Muratova
- Divorce Iranian Style  – Kim Longinotto, Ziba Mir-Hosseini
- Drowned Out  – Franny Armstrong
- Strange Days  – Kathryn Bigelow
- Love Letter  – Kinuyo Tanaka
- Cuba, an African Odyssey  – Jihan El-Tahri
- Finsterworld  – Frauke Finsterwalder
- The Hidden Half  – Tahmineh Milani

### Canvi d'engranatges
- - Selma  – Ava DuVernay
  - Girlhood  – Céline Sciamma
  - Orlando  – Sally Potter
  - Milarepa  – Liliana Cavani
  - The Asthenic Syndrome  – Kira Muratova
  - The Connection  – Shirley Clarke

### Comèdia
- Jumpin Jack Flash  – Penny Marshall
- Big  – Penny Marshall
- I've Heard the Mermaids Singing  – Patricia Rozema
- Appropriate Behaviour  – Desiree Akhavan
- The Trouble with Angels  – Ida Lupino
- A New Leaf  – Elaine May
- The Heartbreak Kid  – Elaine May
- Obvious Child  – Gillian Robespierre
- But I'm a Cheerleader  – Jamie Babbit
- Fjols_til_fjells (aka Fools in the Mountains)  – Edith Carlmar
- El Camino  – Ana Mariscal
- Wayne's World  – Penelope Spheeris
- Body  – Małgorzata Szumowska
- Marlina the Murderer in Four Acts  – Mouly Surya
- The Attached Balloon  – Binka Zhelyazkova

### Melodrama
- - Shoes  – Lois Weber
  - Death Is a Caress  – Edith Carlmar
  - Chekhov's Motifs  – Kira Muratova
  - You and Me  – Larissa Xepitko
  - Lowlands (Tiefland)  – Leni Riefenstahl
  - A Squandered Sunday  – Drahomíra Vihanová
  - We Were Young  – Binka Zhelyazkova
  - Love Letter  – Kinuyo Tanaka

### Ciència Ficció
- Dona de meravella  – Patty Jenkins
- Júpiter Ascending  – El Wachowskis
- Noia de tanc  – Rachel Talalay
- El Handmaid Conte  – Reed Morano
- Invisible Adversaries  – Valie Exportació
- El meu segle XX  – Ildikó Enyedi

### Horror
- - No Exit (Huis-Clos)  – Jacqueline Audry/Britt Pitre
  - Ellen  – Mahalia Belo
  - Earth  – Deepa Mehta
  - The Asthenic Syndrome  – Kira Muratova
  - Blackboards  – Samira Makhmalbaf
  - Nothing Bad Can Happen  – Katrin Gebbe
  - Safe  – Antonia Bird
  - NabelFabel  – Mara Mattuschka
  - A Girl Walks Home Alone at Night  – Ana Lily Amirpour
  - Mossane  – Safi Faye
  - We Were Young  – Binka Zhelyazkova
  - The Babadook  – Jennifer Kent
  - Archipelago  – Joanna Hogg
  - Swimmer  – Lynne Ramsay
  - The Girl in the River  – Sharmeen Obaid-Chinoy
  - The Silences of the Palace  – Moufida Tlatli
  - Lore  – Cate Shortland
  - Outrage  – Ida Lupino
  - No Exit (Huis-Clos)  – Jacqueline Audry/Britt Pitre

### Tensió
- Demon Lover Diary  – Joel DeMott
- Dreams of a Life  – Carol Morley
- Archipelago  – Joanna Hogg
- Blue Steel  – Kathryn Bigelow
- Hotell  – Lisa Langseth
- Evolution  – Lucile Hadžihalilović
- The Wayward Girl  – Edith Carlmar
- The Peacemaker  – Mimi Leder
- A Question of Silence  – Marleen Gorris
- Selma  – Ava DuVernay
- The Asthenic Syndrome  – Kira Muratova

### Estasi
- Places in Cities  – Angela Schanelec
- Brownian Movement  – Nanouk Leopold
- The Asthenic Syndrome  – Kira Muratova
- Terra Firma  – Margaret Tait
- Kid  – Fien Troch
- A Question of Silence  – Marleen Gorris
- Les Rendez-vous d'Anna (The Meetings of Anna)  – Chantal Akerman
- Double Tide  – Sharon Lockhart
- Hamaca Paraguaya (Paraguayan Hammock)  – Paz Encina
- Khamosh Pani (Silent Waters)  – Sabiha Sumar
- Marlina the Murderer in Four Acts  – Mouly Surya

### Deixar de banda
- Chekhov's Motifs  – Kira Muratova
- Je, tu, il, elle  – Chantal Akerman
- Women of Ryazan  – Olga Preobrazhenskaya, Ivan Pravov
- Wadjda  – Haifaa Al-Mansour
- The Sealed Soil  – Marva Nabili
- The Day I'll Never Forget  – Kim Longinotto
- Baxter, Vera Baxter  – Marguerite Duras
- Proof  – Jocelyn Moorhouse
- The Story of the Flaming Years  – Yuliya Solntseva

### Revelació
- - Westworld  – Lisa Joy, Jonathan Nolan
  - After the Tracks (pas gjurmëve)  – Xhanfise Keko
  - Morvern Callar  – Lynne Ramsay
  - Story of the Flaming Years  – Yuliya Solntseva
  - Love Letter  – Kinuyo Tanaka
  - Women of Ryazan  – Olga Preobrazhenskaya, Ivan Pravov
  - Lourdes  – Jessica Hausner
  - Stories We Tell  – Sarah Polley
  - The Wonders  – Alice Rohrwacher

### Memòria
- - Elena  – Petra Costa
  - The She-Wolf  – Maria Plyta
  - Pet Sematary  – Mary Lambert
  - Poem of the Sea  – Yuliya Solntseva
  - A Time to Die  – Dorota Kędzierzawska
  - The Very Late Afternoon of a Faun  – Věra Chytilová
  - Loving Couples  – Mai Zetterling
  - The Enchanted Desna  – Yuliya Solntseva
  - Olympia Part Two: Festival of the Nations  – Leni Riefenstahl
  - A Thousand Suns  – Mati Diop
  - Return  – Liza Johnson

### Temps
- Falling Leaves  – Alice Guy-Blaché
- Les Rendez-vous d'Anna (The Meetings of Anna)  – Chantal Akerman
- My 20th Century  – Ildikó Enyedi
- Thumbelina  – Lotte Reiniger
- Monster  – Patty Jenkins
- Something Better to Come  – Hanna Polak
- The Gold Diggers  – Sally Potter
- Ravenous  – Antonia Bird
- Go Go Go  – Marie Menken
- The She-Wolf  – Maria Plyta
- The Future  – Miranda July
- Orlando  – Sally Potter
- The Day I Became a Woman  – Marziyeh Meshkini

### Interior
- The Seashell and the Clergyman  – Germaine Dulac
- Wings  – Larissa Xepitko
- The Future  – Miranda July
- Bhaji on the Beach  – Gurinder Chadha
- Mikey and Nicky  – Elaine May
- An Angel at my Table  – Jane Campion
- Film About a Woman Who  – Yvonne Rainer
- La Zerda ou les chants de l'oubli (Zerda or the Songs of Forgetting)  – Assia Djebar

### El sentit de la vida
- Together  – Lorenza Mazzetti
- Mermaid  – Anna Melikian
- Western  – Valeska Grisebach
- Now I'm Thirteen  – Shin Daewe
- Les Rendez-vous d'Anna (The Meetings of Anna)  – Chantal Akerman
- Betoniyo  – Pirjo Honkasalo
- Woman  – Signe Baumane
- Sugar Cane Alley (Rue Cases Negres)  – Euzhan Palcy
- Digeh Che Khabar? (What Else Is New?)  – Tahmineh Milani

### Amor
- Sacrificed Youth  – Zhang Nuanxing
- Gahanu Lamai (The Girls)  – Sumitra Peries
- Me and You and Everyone We Know  – Miranda July
- On Body and Soul  – Ildikó Enyedi
- Tales  – Rakhshān Banietemad
- The Piano  – Jane Campion
- Where I Am Is Here  – Margaret Tait
- The Intruder  – Claire Denis
- An Education  – Lone Scherfig
- The Wayward Girl  – Edith Carlmar
- Treeless Mountain  – So Yong Kim
- Mon Roi  – Maïwenn
- Mustang  – Deniz Gamze Ergüven
- The Widow  – Park Nam-ok
- A Simple Life  – Ann Hui
- Heart of a Dog  – Laurie Anderson

### Mort
- Eternal Breasts  – Kinuyo Tanaka
- The East Is Red  – Wang Ping
- The Attached Balloon  – Binka Zhelyazkova
- Le Lit  – Marion Hänsel
- Hateship, Loveship  – Liza Johnson
- The Street  – Caroline Leaf
- Crulic: The Path to Beyond  – Anca Damian
- El Camino  – Ana Mariscal
- Sworn Virgin  – Laura Bispuri
- The Selfish Giant  – Clio Barnard
- Tonio  – Paula van der Oest
- A Time to Die  – Dorota Kędzierzawska

### Finals
- Hotel Very Welcome  – Sonja Heiss
- Homeland of Electricity  – Larissa Xepitko
- Gahanu Lamai (The Girls)  – Sumitra Peries
- Love Letter  – Kinuyo Tanaka
- Hard, Fast and Beautiful!  – Ida Lupino
- Born in Flames  – Lizzie Borden
- 35 Shots of Rum  – Claire Denis
- Ritual in Transfigured Time  – Maya Deren

### Cançó i Ball
- - Woman Demon Human – Shuqin Huang
  - Boris Godunov – Vera Stroyeva
  - John Macfadyen – Margaret Tait
  - The Irresistible Piano – Alice Guy-Blaché
  - Le Lit – Marion Hänsel
  - Elena – Petra Costa
  - Aldri annet enn bråk (aka Nothing but Trouble) – Edith Carlmar
  - Longing – Valeska Grisebach
  - Girlhood – Céline Sciamma
  - The Drunkard (O Ébrio) – Gilda de Abreu
  - Crossing Delancey – Joan Micklin Silver
  - Sambizanga – Sarah Maldoror
  - The Connection – Shirley Clarke
  - Le Bonheur – Agnès Varda
  - Dance, Girl, Dance – Dorothy Arzner, Roy Del Ruth
  - L'Une Chant (One Sings, the Other Doesn't) – Agnès Varda
  - Attenberg – Athina Rachel Tsangari
  - Lemonade – Beyonce Knowles, Kahlil Joseph